# Cantón de Tomblaine
El cantón de Tomblaine era una división administrativa francesa, que estaba situada en el departamento de Meurthe y Mosela y la región de Lorena.

## Composición
El cantón estaba formado por doce comunas:
- Art-sur-Meurthe
- Buissoncourt
- Cerville
- Erbéviller-sur-Amezule
- Fléville-devant-Nancy
- Gellenoncourt
- Haraucourt
- Laneuveville-devant-Nancy
- Lenoncourt
- Réméréville
- Tomblaine
- Varangéville

## Supresión del cantón de Tomblaine
En aplicación del Decreto nº 2014-261 de 26 de febrero de 2014, el cantón de Tomblaine fue suprimido el 22 de marzo de 2015 y sus 12 comunas pasaron a formar parte; nueve del nuevo cantón de Grand Couronné, una del nuevo cantón de Jarville-la-Malgrange, una del nuevo cantón de Lunéville-1 y una del nuevo cantón de Saint-Max.